# Ангехаран
Ангехаран (азерб. Əngəxaran) — село в Шемахинском районе Азербайджана.

## География
Располагается у подножий Кавказских гор, в 3 км к северу от города Шемахы.

## Этноним
Топоним «Ангехаран» по одной версии означает «кузнецы», а по другой в переводе с татского означает «пасека».

## История
Современное село Ангехаран основано 300-400 лет тому назад выходцами из существовашего ранее средневекового селения Бина-Ангехаран, расположенного на северо-востоке от Шемахи.
Согласно «Описание Ширванской провинции», составленном в 1819 году и опубликованном в 1867 году отмечается «татарское» селение Енгехаранъ Кошунского магала. В управляемом магальским беком-меликом Махмудом поселении насчитывалось 28 семей. Из них 24 облагались податью а 4 были освобождены от неё.

## Население
В материалах посемейных списков на 1886 год, приводятся сведения об Ангехаранъ Кошунского участка Шемахинского уезда Бакинской губернии. Cеление имело 640 человек населения, проживавших в 87 дымах. Все жители населённого пункта указывались «татарами» (азербайджанцами) и являлись крестьянами на казённой земле. По вероисповеданию 562 человека были суннитами а 78 шиитами.
По сведениям Кавказского календаря 1915 года, основное население Ангехарана — азербайджанцы (указанные татарами) численностью 794 человек.
По результатам Азербайджанской сельскохозяйственной переписи 1921 года в Ангехаране Шемахинского уезда Азербайджанской ССР насчитывалось 343 жителей (91 хозяйство). Преобладающая национальность — азербайджанские тюрки (азербайджанцы). Мужчин — 171 человек, женщин — 172 человека.

## Достопримечательности
В районе села на горе Гушгона находится поселение XI-XIII веков.